# Steinreihen in Irland
Die Steinreihen in Irland bestehen (abgesehen von Drumgole) aus in gerader Linie angeordneter oft nur mittelgroßer Menhire. Steinreihen (englisch Alignments oder Stone Rows) kommen in Irland primär in zwei Regionen vor; sind nicht sehr verbreitet und aufwendigere Formen sind selten.
- In Nordirland im County Fermanagh, County Londonderry und County Tyrone und in Irland County Donegal (die „Nordgruppe“)
- In der Republik Irland in den Countys Cork und Kerry (die „Südgruppe“).

Beide Gruppen sind in der Regel mit Steinkreisen vergesellschaftet (Steinkreise in Ulster und Steinkreise der Cork-Kerry-Serie). 

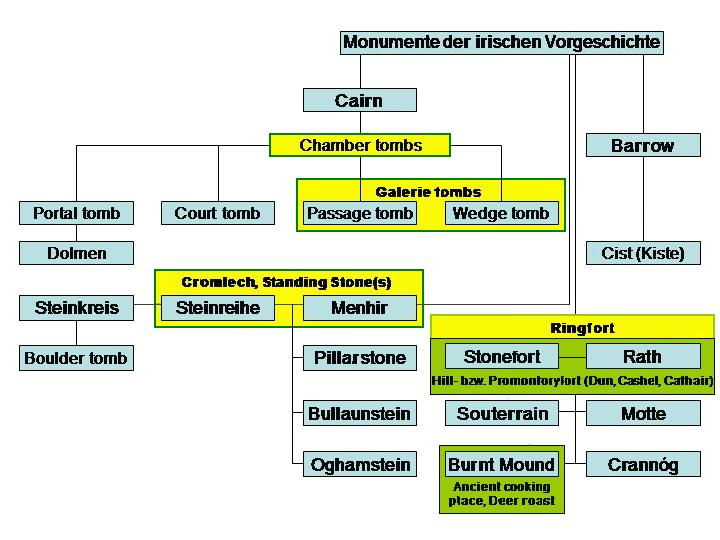
Typen irischer Monumente

Die Reihen haben im Norden Längen bis zu 150,0 m und bestehen aus vergleichsweise niedrigen Steinen, die im Süden sind wesentlich kürzer, die Steine aber deutlich höher. Die Steinreihen Shantemon und die Lissanover beide im County Cavan und Finn Mc Cool’s Fingers im County Galway liegen außerhalb der Gruppen.

## Die Südgruppe
Die mehr als 80 Steinreihen in den Countys Cork und Kerry sind oft Bestandteil eines größeren Denkmalkomplexes (Steinkreise, Boulder Burials usw.). Sie bestehen aus drei bis sechs Menhiren. Kurze Reihen sind nur einige Meter lang, während die längsten etwa 13,4 m messen. Die Steinhöhen innerhalb der Reihen sind in der Regel ungleich. Häufig wird von einem Ende zum anderen eine Abstufung erkennbar, aber dies ist keine Konstante. Die Einzelsteine liegen im Bereich von weniger als einem Meter bis etwa vier Metern Höhe. Beispiele dafür sind Beenalaght und Castlenalact im County Cork. Gelegentlich grenzen Steinreihen an Steinkreise. Bei Cabragh steht die Reihe aus vier massiven Steinen in der Nähe eines kleinen Steinkreises. Eine ähnliche Kombination ist Cashelkeelty im County Kerry. Die Reihen sind etwa Nordost-Südwesten orientiert und zeigen so ähnliche Ausrichtung wie die benachbarten Wedge Tombs.

## Steinpaare
Die Steinpaare zeigen die gleichen Orientierungsmuster und können gestörte (verkürzte) Reihen sein. Beispiele sind Coolcoulaghta bei Durrus und Keilnascarta bei Bantry. Wie Steinreihen werden auch Paare neben Steinkreisen oder Boulder Burials gefunden (z. B. Kealkil und Knockanereagh im County Cork). Steinpaare sind aus verschiedenen Teilen des Landes bekannt. Sie können eine besondere Kultbedeutung gehabt haben, aber in einigen Fällen sind sie z. B. Teil einer abgetragenen Einhegung. Ein solches Beispiel ist Kilfinnane im County Limerick, wo sie den Eingang eines zerstörten Ringforts markieren. Ähnlich markiert ein Steinpaar den Zugang zu einem Cillin bei Oughtihery, im County Cork.

## Datierung
Die 2004 entdeckte Steinreihe am Cut Hill im nördlichen Dartmoor in Devon in England ist die erste, die datiert werden konnte. Der Torf unter Stein 1 wurde mit der Radiokarbonmethode auf kalibriert 3700–3540 v. Chr. datiert, der Torf darüber auf kalibriert 2476–2245 v. Chr.